# ひとり長良川
「ひとり長良川」（ひとりながらがわ）は、水森かおりの20枚目のシングル。

## 解説
- 岐阜県の濃尾平野を流れる長良川を舞台に、失恋した女性が郡上八幡から飛騨・高山までのひとり旅をテーマにしたご当地ソング。
- 同年8月8日には、カップリング曲を変更した【2012ぎふ清流国体・ぎふ清流大会記念盤】がリリースされた（2012年9月に岐阜県で開催される「第67回国民体育大会・ぎふ清流国体」を記念したシングル）。

## 収録曲

### 通常盤
1. ひとり長良川（4分54秒）
作詞：伊藤薫／作曲：弦哲也／編曲：伊戸のりお
2. ひとり長良川（オリジナル・カラオケ）
3. ひとり長良川（半音下げカラオケ）
4. ひとり長良川（半音下げカラオケ・ガイドメロ入り）
5. 京都八景（4分40秒）
作詞：たきのえいじ／作曲：弦哲也／編曲：伊戸のりお
6. 京都八景（オリジナル・カラオケ）
7. 京都八景（半音下げカラオケ）
8. 京都八景（半音下げカラオケ・ガイドメロ入り）

### 2012ぎふ清流国体・ぎふ清流大会記念盤
1. ひとり長良川（4分54秒）
作詞：伊藤薫／作曲：弦哲也／編曲：伊戸のりお
2. ひとり長良川（オリジナル・カラオケ）
3. ひとり長良川（半音下げカラオケ）
4. ひとり長良川（半音下げカラオケ・ガイドメロ入り）
5. 白川郷（5分00秒）
作詞：木下龍太郎／作曲：弦哲也／編曲：前田俊明
6. 白川郷（オリジナル・カラオケ）
7. 白川郷（半音下げカラオケ）
8. 白川郷（半音下げカラオケ・ガイドメロ入り）